# White Settlement (Texas)
Pour les articles homonymes, voir White Settlement.
La ville de White Settlement est située dans le comté de Tarrant, dans l’État du Texas, aux États-Unis. Lors du recensement de 2010, elle comptait 16 116 habitants.
Le 29 décembre 2019, une fusillade à l'église West Freeway Church of Christ a fait deux morts.

## Source
- (en) Cet article est partiellement ou en totalité issu de l’article de Wikipédia en anglais intitulé « White Settlement, Texas » (voir la liste des auteurs).